# ROCKADOM
ROCKADOM（ロッカダム）はエフエム富士において1994年10月2日より放送されているラジオ番組（音楽番組）。DJは伊藤政則。STUDIO ViViDより放送されている。
「歴代のクラシック・ロックから未来のクラシック・ロックまで」をうたい文句として、リスナーからのリクエストを含めて番組が構成されている。

## 放送時間の変遷
- 日曜23：00～25：00（1994年10月2日～1995年3月）
- 金曜25：00～終了時間不明（1995年4月～2000年3月）
  - この時期のコーナー・・・フィーチャー・インタビュー、プライム・カッツなど
- 日曜24：00～26：00[1]（2000年4月～9月）
- 金曜19：00～21：00（2000年10月～2001年3月）
- 金曜21：00～24：00（2001年4月～2003年9月、2007年4月～2008年3月）
- 金曜20：00～23：00（2003年10月～2007年3月）
- 日曜20：00～22：30（2008年4月～現在）

## 現在のコーナー
リクエストは除く。
- プライム・カッツ - 欧米のラジオ局などで流れている最新曲の紹介。
- 全日本レコード会社選抜　これが、あーしちゃって、もう - レコード会社によるCDなどのプレゼンテーション。